# Li Yi
Li Yi (en chino simplificado, 李毅; Bengbu, China; 20 de junio de 1979) es un exfutbolista y entrenador de fútbol de China que jugaba en la posición de delantero.

## Carrera

### Club
| Periodo   | Club                     | Apariciones | Goles |
| --------- | ------------------------ | ----------- | ----- |
| 1997-1998 | Tianjin Locomotive       | 38          | 8     |
| 1999      | → Beijing Guoan (cedido) | 18          | 4     |
| 2000–2006 | Shenzhen Kingway         | 153         | 52    |
| 2007–2010 | Shaanxi Chanba           | 57          | 4     |

### Selección nacional
Debutó con China el 6 de mayo de 2001 en la victoria por 4-0 ante Camboya por la clasificación de AFC para la Copa Mundial de Fútbol de 2002. Participó en la Copa Asiática 2004 y se retiró de la selección nacional en 2006 luego de haber jugado 30 partidos y anotar dos goles.

### Entrenador
| Periodo   | Club           |
| --------- | -------------- |
| 2014–2015 | Shenzhen Ruby  |
| 2020-2021 | Sichuan Jiuniu |

## Logros
- Superliga de China (1): 2004

## Estadísticas

### Goles con selección nacional
| N.º | Fecha     | Sede                                              | Rival     | Marcador | Resultado | Torneo             |
| --- | --------- | ------------------------------------------------- | --------- | -------- | --------- | ------------------ |
| 1.  | 3-7-2004  | Chongqing Olympic Sports Center, Chongqing, China | Líbano    | 6–0      | 6–0       | Amistoso           |
| 2.  | 21-7-2004 | Workers Stadium, Beijing, China                   | Indonesia | 5–0      | 5–0       | Copa Asiática 2004 |